# Новиков, Модест Дмитриевич
Модест Дмитриевич Новиков (11 июля 1829 — 22 июня 1893, Севастополь, Таврическая губерния) — русский морской деятель, вице-адмирал (01.01.1891), старший флагман Черноморского флота. Герой Крымской войны и русско-турецкой войны 1877—1878 годов.

## Биография
Родился 11 июля 1829 года.
20 октября 1841 года зачислен кадетом в Морской кадетский корпус, 25 декабря 1845 года произведён в гардемарины и по окончании корпуса 18 августа 1847 года произведён в мичманы и направлен служить на Черноморский флот. В 1848—1850 гг. плавал по Чёрному морю на линейных кораблях «Три Святителя» и «Иегудиил». В 1851—1852 годах в качестве вахтенного офицера брига «Фемистокл» совершил плавание в Средиземное море. По возвращении служил на линейном корабле «Селафаил» и 6 декабря 1853 г. произведён в лейтенанты.
После затопления Черноморского флота вошёл в состав гарнизона осаждённого англо-французами Севастополя и с 13 сентября 1854 г. находился на 6-м бастионе. Неоднократно командовал вылазками, был контужен в голову и спину. 27 августа 1855 г. при отражении штурма взорвал пороховой погреб 6-го бастиона. За этот подвиг был награждён 28 декабря 1855 г. орденом Святого Георгия 4-й степени (№ 9886 по списку Григоровича — Степанова). Кроме того, за мужество и распорядительность при обороне Севастополя был награждён золотым оружием с надписью «За храбрость» и орденами Святого Владимира 4-й степени с бантом, Святого Станислава 2-й степени с мечами, Святой Анны 2-й степени.
По окончании Крымской войны перешёл на службу в канцелярию Военного министерства с переименованием 22 декабря 1857 г. в капитаны армейской пехоты. 8 сентября 1859 г. произведён в майоры и 2 августа 1869 г. вышел в отставку в чине подполковника.
В 1876 г. вернулся на флот и зачислен во 2-й флотский экипаж. 13 декабря того же года произведён в капитаны 2-го ранга. 9 мая 1877 г. пожалован в капитаны 1-го ранга. С началом русско-турецкой войны 1877—1878 гг. на Новикова была возложена задача доставить к Зимнице понтоны для переправы русских войск через Дунай и произвести минирование подступов к переправе. За успешное выполнение этого и других поручений 17 июня 1877 г. Новиков был награждён орденом Святого Георгия 3-й степени (№ 540)
В награду отличнаго мужества и храбрости, оказанных во время войны с Турцией при действии наших флотских команд на Дунае.
1 января 1879 г. пожалован во флигель-адъютанты и прикомандирован к Гвардейскому флотскому экипажу. В 1879 г. командовал отрядами миноносных судов 3—6-го флотских экипажей Балтийского флота. 6 августа 1879 г. назначен командиром 8-го флотского экипажа. 12 апреля 1881 г. награждён орденом Святого Владимира 3-й степени.
15 мая 1883 г. произведён в контр-адмиралы. С 1886 г. начальствовал над судами Практического плавания и минного отряда Черноморского флота. В том же году награждён орденом Святого Станислава 1-й степени. 1 января 1891 г. произведён в вице-адмиралы и назначен старшим флагманом Черноморского флота. В следующем году был награждён орденом Святой Анны 1-й степени и 21 декабря того же года назначен членом Адмиралтейств-совета, где состоял до самой своей смерти.
Был первым командором Севастопольского яхт-клуба.
Скончался 22 июня 1893 г. в Севастополе. Похоронен на Братском кладбище.

## Награды
- Золотая полусабля с надписью «За храбрость» (1854)
- Орден Святого Владимира 4-й степени с бантом (1855)
- Орден Святого Станислава 2-й степени с мечами (1855)
- Орден Святого Георгия 4-й степени (28.12.1855)
- Орден Святой Анны 2-й степени (1856)
- Орден Святого Георгия 3-й степени (17.06.1877)
- Орден Святого Владимира 3-й степени (12.04.1881)
- Орден Святого Станислава 1-й степени (1886)
- Орден Святой Анны 1-й степени (30.08.1892)